# Alice Cullen
Mary Alice Brandon Cullen, más conocida como Alice Cullen, es un personaje de ficción creado por Stephenie Meyer en las novelas Crepúsculo, Luna nueva, Eclipse, Amanecer' y en la recientemente publicada 'Midnight sun (Sol de medianoche), contada desde el punto de vista de Edward.

## Biografía de Alice
Mary Alice Brandon nació en 1901 en Biloxi (Misisipi). Fue ingresada en un hospital psiquiátrico por tener visiones, lo que para sus familiares fue un síntoma de locura. En su estancia se convirtió en la favorita de un viejo vampiro que trabajaba en el hospital por la pureza de su actitud y lo sufrido de su situación. James Witherdale, un vampiro rastreador, se propuso cazarla, ya que el olor de su sangre lo atraía enormemente.
Cuando tenía 19 años el vampiro que trabajaba en el hospital psiquiátrico advirtió las intenciones de James y decidió convertirla para alejarla del gusto del cazador. Cuando James se dio cuenta, se puso furioso y en venganza mató al anciano.
Ya siendo vampiro, vagó un corto tiempo sin rumbo fijo habituándose a su nueva vida, entonces es cuando ve por primera vez a Jasper en una de sus visiones. Nota su desesperanza y su creciente aversión a seguir con esa vida tan sangrienta y busca desesperadamente algo que lo llene de esperanza. En 1948 se encuentran por primera vez en una cafetería de Filadelfia donde ella le dice que lleva bastante esperándolo y él se disculpa, porque ante todo es un caballero, empezando allí su larga e interminable historia de amor.
Alice había visto a los Cullens en sus visiones y comenzó a practicar su estilo de vida, una vez que se consiguió con Jasper fueron en la búsqueda de la familia Cullen, fue en 1950 que logra conseguirlos y se presenta ante la familia saludando a todos por su nombre y contándoles sobre sus visiones y el pasado de Jasper,  llegó a adueñarse de la familia con su jovial estado de ánimo.
En Crepúsculo, cuando James está con Bella en el estudio de ballet, le cuenta todo lo sucedido con Alice durante su vida humana, y Edward le muestra a Alice el video que James había hecho cuando intentaba matar a Bella y donde cuenta sobre la conversión de Alice. Cuando los Cullen se marchan de Forks en Luna Nueva, Alice decide investigar sobre su vida humana en Biloxi. Encuentra la hoja de admisión en el psiquiátrico y su propia tumba. Ambas datan de la misma fecha, por lo que se deduce que su padre prefirió tomarla por muerta. Descubre que tuvo una hermana llamada Cynthia y que su hija aún vive en Biloxi, aunque no se atreve a conocerla.

## Personalidad y apariencia física
Es bajita, delgada como un duendecillo de facciones finas , con el pelo corto de un color negro intenso y sus ojos de un amarillo vivo. Es optimista, creativa y con un gran instinto por la moda; y un poco pagada de sí misma por su don. La más jovial y contenta con su existencia vampírica en la familia, tal vez porque ha comenzado a vivir de una forma. Es el polo opuesto de Rosalie.
Su manera de andar es un trote grácil, veloz, propio de un corcel desbocado con tal gracia en sus movimientos que podría romper de envidia el corazón de una bailarina, pues más que andar parece que baila. Es un "duendecillo con andares de bailarina". Tiene cada mechón de pelo para un lado. Su voz es de soprano aguda, casi tan atrayente como la de Edward.
Se lleva bien con todos, es asesora de guardarropa de Rosalie; intenta cambiar el estilo de Bella. Ella y Rose miman mucho a Renesmee, a ella y a Esme les agrada mucho Bella y les gusta poner flores en la casa, y es la hermana favorita de Edward. Le fascina vestir a Renesmee.
Posee un Porsche 911 carrera Turbo amarillo que Edward le dio como regalo de Navidad, después de que ella y Bella hubieran ido hasta Italia para salvarlo de los Vulturi. Fue allí donde robó un coche semejante al que tendría más tarde y le gustó tanto que su hermano se ofreció a regalarle uno.
La persona más importante de su existencia es Jasper Hale, su pareja. Disfruta ayudando a Bella en todo, comprándole ropa, haciéndole regalos, dándole buenos consejos de moda, etc., como una gran amiga y hermana.
El don que tiene Alice es el preferido de Aro, y lo quiere en su corte, En amanecer parte 2 Bella protege a Alice de Jane Vulturi.

## Habilidades
Puede ver el futuro, aunque su don no es perfecto: las visiones cambian según las decisiones de las personas implicadas. Además, está imposibilitada para ver a aquellas razas en las que no ha sido "participe". Es decir, según Meyer, Alice solo podría ver visiones sobre humanos y vampiros, pues ha pertenecido en algún momento de su vida a estas razas. Si intentase ver el futuro de cualquier otra raza le produce migrañas (algo que no ocurre en vampiros, pero ella ha demostrado que no es en absoluto el estereotipo de vampiro común).

## Película
El papel de Alice Cullen es interpretado por la actriz estadounidense Ashley Greene en todas las películas de la saga Crepúsculo:
Crepúsculo (2008),
The Twilight Saga: New Moon (2009),
The Twilight Saga: Eclipse (2010),
The Twilight Saga: Breaking Dawn - Part 1 (2011),
y The Twilight Saga: Breaking Dawn - Part 2 (2012).